# Nueil-les-Aubiers
Nueil-les-Aubiers és un municipi francès situat al departament de Deux-Sèvres i a la regió de la Nova Aquitània. L'any 2007 tenia 5.370 habitants.

## Demografia

### Població
El 2007 la població de fet de Nueil-les-Aubiers era de 5.370 persones. Hi havia 2.052 famílies de les quals 556 eren unipersonals (254 homes vivint sols i 302 dones vivint soles), 623 parelles sense fills, 750 parelles amb fills i 123 famílies monoparentals amb fills.
La població ha evolucionat segons el següent gràfic:
Habitants censats

### Habitatges
El 2007 hi havia 2.255 habitatges, 2.086 eren l'habitatge principal de la família, 68 eren segones residències i 101 estaven desocupats. 2.048 eren cases i 188 eren apartaments. Dels 2.086 habitatges principals, 1.395 estaven ocupats pels seus propietaris, 672 estaven llogats i ocupats pels llogaters i 19 estaven cedits a títol gratuït; 10 tenien una cambra, 118 en tenien dues, 281 en tenien tres, 526 en tenien quatre i 1.151 en tenien cinc o més. 1.585 habitatges disposaven pel capbaix d'una plaça de pàrquing. A 957 habitatges hi havia un automòbil i a 933 n'hi havia dos o més.

### Piràmide de població
La piràmide de població per edats i sexe el 2009 era:
| Homes | Edats   | Dones |
| ----- | ------- | ----- |
| 4     | 95 o +  | 4     |
| 8     | 90 a 94 | 20    |
| 16    | 85 a 89 | 32    |
| 12    | 80 a 84 | 8     |
| 24    | 75 a 79 | 28    |
| 40    | 70 a 74 | 40    |
| 56    | 65 a 69 | 48    |
| 48    | 60 a 64 | 60    |
| 80    | 55 a 59 | 56    |
| 76    | 50 a 54 | 84    |
| 64    | 45 a 49 | 88    |
| 56    | 40 a 44 | 56    |
| 68    | 35 a 39 | 64    |
| 84    | 30 a 34 | 60    |
| 72    | 25 a 29 | 72    |
| 108   | 20 a 24 | 48    |
| 76    | 15 a 19 | 56    |
| 68    | 10 a 14 | 60    |
| 68    | 5 a 9   | 64    |
| 84    | 0 a 4   | 40    |

## Economia
El 2007 la població en edat de treballar era de 3.292 persones, 2.435 eren actives i 857 eren inactives. De les 2.435 persones actives 2.275 estaven ocupades (1.241 homes i 1.034 dones) i 161 estaven aturades (68 homes i 93 dones). De les 857 persones inactives 388 estaven jubilades, 224 estaven estudiant i 245 estaven classificades com a «altres inactius».

### Ingressos
El 2009 a Nueil-les-Aubiers hi havia 2.127 unitats fiscals que integraven 5.443,5 persones, la mediana anual d'ingressos fiscals per persona era de 15.014 €.

### Activitats econòmiques
Dels 219  establiments que hi havia el 2007, 2 eren d'empreses extractives, 13 d'empreses alimentàries, 2 d'empreses de fabricació de material elèctric, 8 d'empreses de fabricació d'altres productes industrials, 30 d'empreses de construcció, 42 d'empreses de comerç i reparació d'automòbils, 15 d'empreses de transport, 13 d'empreses d'hostatgeria i restauració, 5 d'empreses d'informació i comunicació, 10 d'empreses financeres, 11 d'empreses immobiliàries, 26 d'empreses de serveis, 29 d'entitats de l'administració pública i 13 d'empreses classificades com a «altres activitats de serveis».
Dels 61 establiments de servei als particulars que hi havia el 2009, 1 era una gendarmeria, 1 oficina de correu, 3 oficines bancàries, 6 tallers de reparació d'automòbils i de material agrícola, 1 taller d'inspecció tècnica de vehicles, 3 autoescoles, 4 paletes, 3 guixaires pintors, 10 fusteries, 3 lampisteries, 6 electricistes, 6 perruqueries, 4 veterinaris, 2 restaurants, 4 agències immobiliàries, 2 tintoreries i 2 salons de bellesa.
Dels 20 establiments comercials que hi havia el 2009, 1 era un hipermercat, 1 un supermercat, 4 fleques, 2 carnisseries, 1 una peixateria, 2 llibreries, 3 botigues de roba, 2 botigues d'equipament de la llar, 1 una sabateria, 1 una joieria i 2 floristeries.
L'any 2000 a Nueil-les-Aubiers hi havia 208 explotacions agrícoles que ocupaven un total de 7.982 hectàrees.

## Equipaments sanitaris i escolars
El 2009 hi havia 2 farmàcies i 2 ambulàncies.
El 2009 hi havia 2 escoles maternals i 3 escoles elementals. Nueil-les-Aubiers disposava d'un col·legi d'educació secundària amb 249 alumnes.

## Poblacions més properes
El següent diagrama mostra les poblacions més properes.